# Bilecik (provinca)
Bilecik  je provinca, ki se nahaja v zahodni Turčiji. Okoliške province so Bursa na vzhodu, Kocaeli in Sakarya na severu, Bolu na zahodu, Eskişehir na jugovzhodu in Kütahya na jugu. Prestolnica je mesto Bilecik.

## Okrožja
- Bilecik
- Bozüyük
- Gölpazarı
- İnhisar
- Osmaneli
- Pazaryeri
- Söğüt
- Yenipazar

## Zgodovina
Območje je bilo poseljeno že 3000 pr. n. št. in skozi zgodovino so ga nadzorovali Hetiti (1400-1200 pr. n. št.), Frigijci ? (1200-676 pr. n. št.), Lidijci (595-546 pr. n. št.), Perzijci (546-334 pr. n. št.), Rimljani (74-395 n. št.)in Bizantinci, dvakrat vmes so ga okupirali Omajadi. Tu so leta 1281 ustanovili Otomanski imperij. Na območju je veliko pomembnih arheoloških najdišč. 
Koordinati:   40°06′24″N, 30°07′33″E